# نوئل آقازاریان
نوئل آقازاریان (ارمنی: Նոյել Աղազարյան؛ انگلیسی: Noël le Chevalier Agazarian؛ ۲۶ دسامبر ۱۹۱۶ – ۱۶ مهٔ ۱۹۴۱) فرد نظامی ارمنی‌تبار اهل بریتانیا بود. وی در بین سال‌های ۱۹۳۹ تا ۱۹۴۱ در نیروی هوایی سلطنتی بریتانیا خدمت نمود. وی در نبردهای بریتانا و شمال آفریقا در جریان جنگ جهانی دوم مبارزه نمود

## زندگی‌نامه
وی در ۲۶ دسامبر ۱۹۱۶ در لندن به دنیا آمد . نوئل برادر جک و مونیک آقازاریان بود. وی در ۱۶ مهٔ ۱۹۴۱ در سن ۲۴ سالگی در جریان شمال آفریقا در نزدیکی کمبوت در لیبی ایتالیا کشته شد و در آرامستان جنگی کنیایتزبریج به خاک سپرده شد.